# NGC 4993
في الفهرس العام الجديد NGC 4993 مجرة إهليلجية أو محدبة تمتد لحوالي 50 ألف سنة ضوئية عرضاً  وتقع على مسافة تقدر بنحو 38.867 مليون فرسخ فلكي (122 مليون سنة ضوئية) من الشمس  في إتجاة كوكبة الشجاع .
اكتشفت NGC 4993 في 26 مارس عام 1789 من قبل ويليام هيرشيل (وقيدها بأسم NGC 4993) وفي عام 1836 رصدها جون هيرشل (وقيدها بأسم NGC 4994).

## موجة ثقالية
في 17 أغسطس 2017، وصلت إلى الأرض أول موجة ثقالية يمكن تحديد مصدرها (من خلال أجهزة الكشف عن الموجات الثقالية لمرصد ليغو و فيرجو) . وأفاد علماء الفلك أن انفجار أشعة غاما رصد في هذة المجرة من النوع الذي يتوقع أنة ينبعث نتيجة تصادم نجمين نيوترونيين. وفي 16 أكتوبر 2017، أعلن أتحاد (ليغو - فيرجو) رسميا الكشف عن موجة ثقالية، سميت (GW170817) ناتجة عن اندماج نجمين نيوترونيين .

## وصلات خارجية
- NGC 4993 على موقع ويكي سكاي: DSS2, SDSS, GALEX, IRAS, Hydrogen α, X-Ray, Astrophoto, Sky Map, Articles and images